# Церква святого архістратига Михаїла (Рожиськ)
Церква святого архістратига Михаїла в Рожиську — парафія і храм греко-католицької громади Підволочиського деканату Тернопільсько-Зборівської архієпархії Української греко-католицької церкви в селі Рожиськ Тернопільського району Тернопільської области.
Оголошена пам'яткою архітектури місцевого значення.

## Історія церкви
Греко-католицька громада села збудувала церкву святого Архистратига Михаїла у 1882 році. До 1946 року вона належала до УГКЦ, але під тиском більшовицької влади о. Борис Ратич разом із парафією перейшов у московське православ'я, де вони перебували 44 роки. 9 вересня 1990 року всі жителі села одноголосно повернулися в лоно УГКЦ, а першу Службу Божу відправив греко-католицький священник Михайло Валійон.
У XIX столітті завдяки греко-католицькому духовенству в селі розпочалася активна просвітницька діяльність. Читальню «Просвіти» заснували у 1888 році. Її першим головою став місцевий парох о. Івасечко, а потім о. Зозуляк. Особливо активною робота «Просвіти» стала з приходом на парафію о. Прокопа-Матвія Слободяна, колишнього капелана УГА. Під його керівництвом також пожвавилася діяльність товариства «Січ», організувалися хор, драматичний гурток, Союз українок та кооперація.
При парафії діють Вівтарна дружина та братство Матері Божої Неустанної Помочі.

## Парохи
- о. Івасечко,
- о. Зозуляк,
- о. Побережний,
- о. Прокіп Слободян,
- о. Борис Ратин,
- о. Михайло Валійон,
- о. Ярослав Зодоріжний,
- о. Іван Пославський (з червня 2000).